# Paul Gilbert

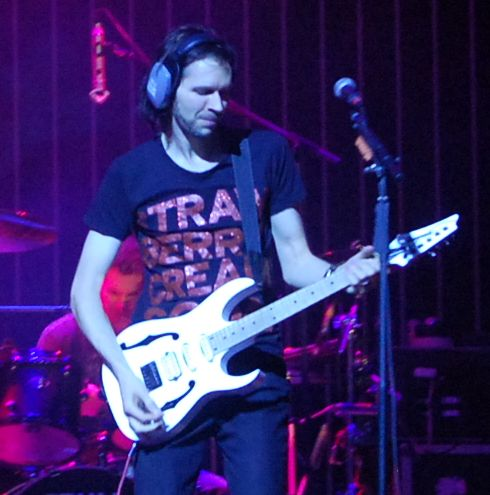
Paul Gilbert

Paul Brandon Gilbert, född 6 november 1966 i Carbondale, Illinois, är en amerikansk gitarrist. Paul Gilbert studerade och undervisade på Guitar Institute of Technology (GIT) i Los Angeles. Han bildade och blev förgrundsgestalt i bandet Racer X, som är kända för sina snabba och komplexa låtar. 1989 lämnade Gilbert Racer X för att bilda Mr. Big, som hade en hit med "To be with you" från skivan Lean into it (1991). Efter att ha lämnat även Mr. Big är Paul Gilbert nu soloartist och spelar dessutom då och då med Racer X. Paul Gilbert är känd som en tekniskt driven gitarrist. Som kuriosa kan nämnas att den då 15-årige Gilbert i samma nummer delade utrymme i tidningen Guitar Players "Spotlight" (en kolumn där okända gitarrister fick skicka in musik) med Yngwie Malmsteen som då var 19 år.

## Uppväxt
Gilbert föddes den 6 november 1966 i Carbondale i Illinois. 1969 flyttade han till Greensburg i Pennsylvania där han bodde tills han fyllde sjutton. På sin femårsdag fick han en leksaksgitarr och året därpå sin första riktiga gitarr. 1973 började Paul Gilbert ta gitarrlektioner men gav upp efter några lektioner eftersom han tyckte det var tråkigt och det han fick spela inte lät som hans favoritband The Beatles, The Osmonds, The Jackson 5, David Bowie, och Led Zeppelin. När han var 11 år tog han på nytt upp spelandet. Av någon anledning trodde han att man endast var tillåten spela med uppåtslag och med ett finger på gitarren. Denna teknik använde han i hela två år men efter att blivit tillrättavisad av en lärare fick han veta att man även kunde spela med nedåtslag eller med båda två.
1977 spelade han sin första elgitarr, hans farbrors Ibanez Destroyer. 1979 började han i sitt första rockband som hette ”PARADIZ”. Paul var sologitarrist men sjöng även på vissa låtar. 1981 startade Gilbert ett band som hette ”The Atomic Basement Band” som senare bytte namn till ”Missing Lynx.”. 1984 flyttade han till Hollywood i Los Angeles för att börja på skolan Guitar Institute of Technology (G.I.T.). Efter ett års studier blev han i stället lärare på skolan.

## Racer X
Under tiden som student på G.I.T. träffade han basisten John Alderete och trummisen Harry Gschoesser som också studerade på skolan. De tre började repa tillsammans i skolans lokaler. Producenten Mike Varney hjälpte dem att hitta Jeff Martin som just då var sångare i staden Phoenixs största lokala metalband ”Surgical Steel”. Tillsammans bildade de Racer X. Samma år som Paul blev lärare på skolan spelade Racer X in sitt första album ”Street Lethal” i Prairie Sun Studio i Cotati i norra Kalifornien.
1986 hade Paul Gilbert en elev på skolan vid namn Bruce Bouillet. Han var en mycket skicklig gitarrist och Paul erbjöd honom att vara med i Racer X. Samma år lämnade Gschoesser bandet och åkte hem till Österrike. Gschoesser ersattes av Scott Travis. 1987 började bandet spela på lokala klubbar i L.A. Inom några månader hade de blivit ett av de populäraste banden i L.A. och de sålde slut på bland annat The Roxy och Troubadour. Samma år spelade de in sitt andra album ”Second Heat”.
1988 fortsatte Racer X att sälja ut de största och bästa klubbarna i L.A. De spelande in skivan ”Extreme Volume” live på The Country Club. Vid denna tid kom Paul Gilbert i kontakt med gitarrtillverkaren Ibanez och kontrakerades av dem. Detta samarbete har resulterat i gitarrmodellen PGM vars mest iögonfallande detalj är ditmålade f-hål. Samma år lämnade Paul Gilbert Racer X men 1999 återförenades de igen. Just nu är bandet inaktivt men Gilbert har inte gjort några uttalanden om att han skulle ha lämnat bandet.

## Mr. Big
1989 bildade Paul och basisten Billy Sheehan bandet Mr. Big med Pat Torpey på trummor och med Eric Martin som sångare. De skrev och spelade in sitt första album ”Mr. Big” väldigt snabbt och gav sig sedan ut på turné. De turnerade över hela Amerika och åkte även till Japan och spelade. Paul fortsatte att turnera med Mr. Big och 1990 spelade de in liveskivan ”Raw Like Sushi”. Samma år startade Paul en egen kolumn i tidningen ”Guitar Player” som fick heta ”Terrifying Guitar 101”. 1991 spelade Mr. Big in sitt andra album ”Lean Into It”. De turnerade igen, denna gång även i Europa. Samma år släppte Gilbert sitt första soloprojekt ”Tribute To Jimi Hendrix”. Det är en EP som innehåller 5 Jimi Hendrix-covers och den är inspelad live på Frankfurt Jazz Festival. 1992 exploderade låten ”To Be With You” på hitlistorna och kom etta i USA samt i 12 andra länder. Fram till 1996 släppte Mr. Big ytterligare två studioalbum och även några liveskivor. 1997 lämnade Paul Gilbert Mr. Big för att satsa på en solokarriär och ersattes av Richie Kotzen, tidigare gitarrist i rockbandet Poison.

## Diskografi

### Racer X
- Street Lethal (1986)
- Second Heat (1988)
- Extreme Volume - Live (1988)
- Extreme Volume II - Live (1992)
- Technical Difficulties (1999)
- Superheroes (2000)
- Snowball Of Doom (2002)
- Getting Heavier (2002)
- Snowball Of Doom 2 (2002)

### Mr. Big
- Mr. Big (1989)
- Raw Like Sushi 1 (1990)
- Lean Into It (1991)
- Raw Like Sushi 2 (1992)
- Bump Ahead (1993)
- Japandemonium (1994)
- Channel V At The Hard Rock Live (1996)
- Hey Man (1996)
- Big Bigger Biggest (1996)
- What If... (2010)
- ...The Stories We Could Tell (2014)
- Defying Gravity (2017)

### Solo
- Tribute to Jimi Hendrix (1992)
- King of Clubs (1997)
- Flying Dog (1998)
- Beehive Live (1999)
- Alligator Farm (2000)
- Burning Organ (2002)
- Paul the Young Dude / The Best of Paul Gilbert (2003)
- Gilbert Hotel (2003)
- Acoustic Samurai (2003)
- Space Ship One (2005)
- Get Out Of My Yard (2006)
- Silence Followed By A Deafening Roar (2008)
- Fuzz Universe (2010)
- Vibrato (2012)
- Stone Pushing Uphill Man (2014)
- I Can Destroy (2016)
- Behold Electric Guitar (2019)
- Werewolves of Portland (2021)
- 'TWAS (2021)
- The Dio Album (2023)

### Gästframträdanden
- Black Sheep – Trouble in the Streets (1985)
- Missing Lynx – Atomic Basement Tapes (1985)
- Darrell Mansfield Band – Revelation (1985)
- Jeff Berlin – Pump It! (1986)
- Joey Tafolla – Out of the Sun (1987)
- Todd Rundgren – Nearly Human (1989)
- Various artists – Guitars That Rule the World (1992)
- Samad – Samad (1994)
- Carmine Appice's Guitar Zeus – C. Appice's Guitar Zeus (1996)
- Akira Takasaki – Wa (1996)
- Gregg Bissonette – Gregg Bissonette (1998)
- Pat Torpey – Odd Man Out (1998)
- Pat Torpey – Y2K: Odd Man Out (1999)
- Various artists – In Rock Soundtrack (2000)
- Hughes Turner Project – HTP (2002)
- Various artists – Battle Gear III: The Edge (2003)
- Kim Fox – Return to Planet Earth (2003)
- Various artists – Guitar Wars (2003)
- Marco Minnemann – Mieze (2004)
- Pintsize – Five Feet... No Inches (2005; krediterad som "Dick Image")
- Marco Minnemann – Contraire de la chanson (2006)
- Wisely – Parador (2006)
- Jeff Pilson's War and Peace – Light at the End of the Tunnel (2006)
- Jeff Martin – The Fool (2006)
- Neal Morse – Sola Scriptura (2007)
- Neal Morse – Lifeline (2008)
- MC Lars - The Green Christmas (EP) (2008)
- MC Lars – This Gigantic Robot Kills – (2009)
- Bowling for Soup – Merry Flippin' Christmas Volume 1 (2009)
- MC Lars – "Guitar Hero Hero (ft. Parry Gripp and Paul Gilbert)" (2009)
- Various artists - Crappy Records Presents: Have a Crappy Summer (2012)
- Jarinus - "Why's It So Hot? (ft. Paul Gilbert)" (2012)
- Neal Morse – Momentum (2012)
- Nick Johnston- In A Locked Room On The Moon (2013)
- Jacky Vincent – Star X Speed Story (2013)
- Ciro Manna – XY (2015)
- Ayreon – The Source (2017)[4]
- Mari Hamada - Gracia (2018)
- Jason Becker – Triumphant Hearts (2018)[5]
- Donnie Vie – Beautiful Things (2019)
- Nick D'Virgilio - Invisible (2020)
- Highway Sentinels - The Waiting Fire (2022)

### Gästlåtskrivning
- Anti-Mortern - New Southern (2014)
- Tamás Szekeres - White Shapes of Blue (2019)

### Tribute album framträdanden
- Various artists – Smoke on the Water: A Tribute (1994)
- Various artists – Jeffology: A Guitar Chronicle (1996)
- Various artists – Merry Axemas: A Guitar Christmas (1997)
- Various artists – Humanary Stew: A Tribute to Alice Cooper (1999)
- Various artists – Warmth in the Wilderness: A Tribute to Jason Becker (2001)
- Yellow Matter Custard – One Night in New York City (2003)
- Various artists – Spin the Bottle: an All-Star Tribute to Kiss (2004)
- Various artists – Numbers from the Beast: An All-Star Tribute to Iron Maiden (2005)
- Hammer of the Gods – Two Nights in North America (June 12, 2006[6])
- Cygnus and the Sea Monsters – One Night in Chicago (2006)
- Amazing Journey – One Night in New York City (March 18, 2007[7])
- Yellow Matter Custard – One More Night In New York City (2011)
- Various artists - Classic Rock Presents: American Gods - - A Transatlantic-Inspired Trip! (2017)